# Конституция Парагвая
Власть в Парагвае осуществляется в соответствии с конституцией, которая на данный момент является шестой принятой по счёту начиная с 1811 года, когда страна стала независимой от Испании.

## Обретение независимости
Письменная история Парагвая начинается с 1516 года, когда испанский исследователь Хуан Диас де Солис прибыл с экспедицией в эстуарий Ла-Плата, разделяющий в данный момент территории Аргентины и Уругвая. Экспедиция была сорвана из-за нападения индейцев. Тем не менее, территория всё же была позднее завоевана испанцами и стала ещё одной южноамериканской колонией. В 1811 после вооружённой борьбы Парагвай добился независимости от Испании.

## Конституционные правительственные постановления 1813 года
Конституционные правительственные постановления (исп. Reglamentos Gubernamentales) были приняты Конгрессом Парагвая в октябре 1813 года. В них содержалось 17 статей, а правительство, согласно их положениям, возглавляли два консула: ими стали Хосе Гаспар Родригез де Франсия и Фульхенсио Йегрос. В качества органа законодательной власти действовал парламент, число мест в котором составляло одну тысячу. Поскольку страна постоянно находилась в состоянии войны, армия имела особый статус: каждому из консулов присваивался ранг бригадного генерала, армейские подразделения и склады со снаряжением делились между ними поровну. Однако, менее чем через десять лет после принятия постановлений консул Йегрос был отстранён, принятое законодательство было отменено, а Франсия стал единоличным диктатором и правил государством до самой своей смерти в 1840 году.

## Конституция 1844 года
В 1841 году Карлос Антонио Лопес, преемник Франсии, выступил с предложением пересмотреть Конституционные правительственные постановления. Через 3 года была принята новая конституция, наделявшая Лопеса таким же обширным объёмом полномочий, который был у его предшественника. Конгресс мог принимать законы, но только президент мог вводить их в силу. Конституция не налагала никаких ограничений на власть президента, она лишь ограничивала срок пребывания его на посту десятью годами.  В ней также не гарантировались какие-либо гражданские права. Во всём тексте ни разу не встречалось слово «свобода». Также, несмотря на ограничение срока пребывания в должности, Конгресс назначил Лопеса пожизненным диктатором, и умер он в 1862 году после 21 года безраздельного правления.

## Конституция 1870 года
После полного разгрома в Парагвайской войне, Учредительное собрание Парагвая приняло новую конституцию в ноябре 1870 года, которая, с внесением поправок, оставалась в силе на протяжении последующих семидесяти лет. Новая конституция основывалась на принципах народного суверенитета и разделения властей, также основывался новый, двухпалатный парламент, состоящий из Сената и Палаты представителей. Хотя по своему содержанию она была более демократична, чем две предыдущие конституции, в руках президента по-прежнему оставались широкие полномочия.

## Конституция 1940 года
В 1939 году в стране возник политический кризис, в результате которого президент Хосе Феликс Эстигаррибия распустил Конгресс и объявил себя диктатором. В июле следующего года Эстигаррибия принял новую конституцию. Она отражала стремление диктатора к достижению стабильности в государстве и укреплению собственной власти. Президент, который избирался в процессе прямых выборах сроком на пять лет с правом переизбрания, теперь получал возможность переизбираться ещё на один дополнительный срок; президент мог вмешиваться в экономические отношения внутри страны, контролировать прессу, подавлять любые общественные движения, приостанавливать действие свобод гражданина, а также предпринимать прочие радикальные действия во имя блага государства. Он также имел право объявить осадное положение, которое позволяло ему приостанавливать действие гражданских свобод во всей стране или в отдельном её регионе на протяжении 90 дней. Сенат был распущен, Палата представителей была урезана в полномочиях. При президенте был создан совещательный орган, Государственный совет, который функционировал по образцу корпоративистских режимов Италии и Португалии и представлял интересы предпринимателей, фермеров, банкиров, военных и католического духовенства. Задача по охране конституционного строя возлагалась на армию.

## Конституция 1967 года
После прихода к власти в 1954 году президент Альфредо Стресснер управлял страной 13 лет по конституции 1940 года. Учредительное собрание, созванное в 1967 году, составило новую конституцию, которая вступила в силу позднее в том же году. В целом по своему характеру она была, как и предыдущая, довольно авторитарной и по прежнему наделяла президента большой властью. Однако, согласно её положениям, в стране вновь формировался Сенат, а его нижняя палата переименовывалась в Палату представителей. В дополнении к этому президенту предоставлялось право избираться ещё на два дополнительных срока начиная с 1968.
Конституция 1967 года содержала преамбулу, 11 глав с 231 статьёй, в заключительной главе содержались статьи о переходных постановлениях. Первая глава содержала одиннадцать «фундаментальных положений» относительно самых различных государственных сфер, включая политическую систему (Парагвай провозглашался унитарной республикой с представительной демократией), официальные языки (ими стали испанский и гуарани), а также государственную религию (ей объявлялся католицизм). Следующие две главы были посвящены вопросам об административно-территориальном делении и гражданстве. Четвёртая глава включала в себя общие положения, в том числе заявление о запрете установления диктаторской власти и требование к должностным лицам об осуществлении своей профессиональной деятельности в соответствии с конституцией. Оборона страны и поддержание общественного порядка являлись задачей вооружённых сил и полиции соответственно. 
Пятая глава, состоявшая из 79 статей, была в документе самой длинной, и была посвящена вопросам о правах граждан. Гарантировалось обширное количество прав и равенство перед законом. В дополнение ко всесторонним личностным правам, содержавшимся в 33 статьях, здесь также декларировались социальные, экономические, трудовые и политические права. Статья 111, к примеру, гласит, что «Участие в выборах ― это право, обязанность и общественный долг избирателя... Их исполнение обязательно в пределах, установленных законом, и никому не дозволяется выступать за отказ от голосования.» Также гарантировалось право на создание политических партий, хотя партии, выступавшие за свержение республиканского строя или многопартийной системы представительной демократии к регистрации не допускались. В этой же главе устанавливались пять обязанностей граждан, включая подчинение законам и конституции, оборона страны и занятость в правомерной деятельности.
В шестой главе шла речь об аграрной реформе, которая признавалась в качестве основы для благополучного развития сельского хозяйства. Провозглашался принцип справедливого разделения земли и пользования ею. Колонизация являлась официальной государственной программой, причём принимать участие в ней могли в том числе и иностранцы.
Главы с седьмой по десятую посвящены функциям и структуре законодательной, исполнительной, судебной властей и прокуратуры, соответственно. В одиннадцатой главе устанавливались условия, согласно которым в конституции возможно было вносить поправки или полностью её переписывать. В этой же главе содержатся статьи, посвящённые передачи власти в государстве. Одна из наиболее значимых статей оттуда провозглашает порядок избрания и переизбрания президента: срок пребывания в должности начинал отсчёт с 15 августа 1968 года. Единственная поправка в конституции, принятая 25 марта 1977 года изменила содержание этой статьи, позволив президенту переизбираться без каких-либо ограничений.

## Конституция 1992 года
В 1992 году была принята новая, написанная в духе социал-демократии, конституция, которая заменила собой старую, авторитарную по своему характеру конституцию, действовавшую с 1967 года. В первую очередь новая конституция провозглашала принцип разделения властей.
Пост президента хотя и оставался ключевым в государстве, его власть была значительно ограничена, принимая во внимание печальный опыт злоупотребления президентскими полномочиями в прошлом.  Срок пребывания президента на посту ограничивается пятью годами. Впервые в истории страны была представлена хорошо разработанная система сдержек и противовесов во власти. Например, в этот раз Конгресс имеет власть отстранить президента и правительственных министров от руководства и объявить импичмент.